# Николаевка (деревня, городской округ Серебряные Пруды)
Николаевка — деревня в городском округе Серебряные Пруды Московской области.

## География
Находится в южной части Московской области на расстоянии приблизительно 7 км на юг-юго-восток по прямой от окружного центра поселка Серебряные Пруды.

## История
Основана во второй половине XVIII века. В 1795 году здесь было 4 двора, 1905 году здесь было 32 двора, в 1974 — 23. В период коллективизации работал колхоз «Ударник», позднее им. Крупской, СПК «Южный» и агрофирма «Ямская». В период 2006—2015 годов входила в состав сельского поселения Мочильское Серебряно-Прудского района.

## Население
| 2002 | 2006 | 2010 |
| ---- | ---- | ---- |
| 0    | ↗4   | ↘1   |

Постоянное население составляло 36 человек (1795 год), 124 (1858), 188 (1885), 263 (1905), 37 (1974), 0 в 2002 году, 1 в 2010.